# 반미청년회 사건
반미청년회 사건(反美青年会事件)은 1988년 노태우 정부 당시 반미청년회 소속 조직원 12명을 검거한 사건이다.